# Supporter's songs
『Supporter's songs』（サポーターズ・ソングス）は、日本のロックバンドであるLINDBERGの非公認ベスト・アルバム。
2007年7月25日発売。発売元はテイチクのインペリアルレコードレーベル。
本作と同日、『SUPER BEST』も発売された。

## 解説
『every little thing every precious thing』が、阪神タイガースの藤川球児が登場する際のテーマ曲に使用したことで人気を集めた影響によりリリース。それまで発表してきた楽曲の中で、多くのアスリート達に影響を与え、多くの人達に勇気を与えたLINDBERGの応援ソングの中から、厳選したサポーターソング集で、全曲リマスタリングが施されている。そのコンセプトのため、「今すぐKiss Me」は収録されていない。
翌週の2007年8月1日には、シングル『every little thing every precious thing』が、藤川の写真をジャケットにして再発された。

## 収録曲
1. every little thing every precious thing
  - 作詞: 渡瀬マキ　作曲: 川添智久　編曲: LINDBERG / 神長弘一 / 井上龍仁

25thシングル。
2. Over The Top
  - 作詞: 渡瀬マキ　作曲: 小柳昌法　編曲: LINDBERG / 井上龍仁

5thアルバム『LINDBERG V』収録曲。
3. GAMBAらなくちゃね
  - 作詞: 渡瀬マキ　作曲: 小柳昌法　編曲: LINDBERG / 須貝幸生 / 神長弘一

19thシングル。
4. LITTLE WING
  - 作詞: 渡瀬マキ　作曲: 川添智久　編曲: LINDBERG / 須貝幸生 / 神長弘一

3rdアルバム『LINDBERG III』収録曲。ベスト『FLIGHT RECORDER 1989-1992 -little wing-』のバージョン。
5. BELIEVE IN LOVE
  - 作詞: 渡瀬マキ　作曲: 川添智久　編曲: LINDBERG / 須貝幸生 / 神長弘一 / 佐藤達也 / 井上龍仁

8thシングル。ベスト『FLIGHT RECORDER 1989-1992 -little wing-』のバージョン。
6. 10セントの小宇宙（ゆめ）
  - 作詞: 西脇淳子　作曲: 平川達也　編曲: LINDBERG / 佐藤宣彦

2ndアルバム『LINDBERG II』収録曲。ベスト『FLIGHT RECORDER 1989-1992 -little wing-』のバージョン。
7. Dream On 抱きしめて
  - 作詞: 朝野深雪　作曲: 平川達也　編曲: LINDBERG / 須貝幸生 / 神長弘一 / 佐藤達也 / 井上龍仁

4thシングル。ベスト『FLIGHT RECORDER 1989-1992 -little wing-』のバージョン。
8. 胸さわぎのAfter School
  - 作詞: 渡瀬マキ　作曲: 平川達也　編曲: LINDBERG / 井上龍仁

13thシングル。
9. 風
  - 作詞: 渡瀬マキ　作曲: 平川達也　編曲: LINDBERG / 月光恵亮

30thシングル。
10. 願いがかなうように
  - 作詞: 渡瀬マキ　作曲: 川添智久　編曲: LINDBERG / 前野知常

31stシングル。
11. 花
  - 作詞: 渡瀬マキ　作曲: 小柳昌法　編曲: LINDBERG / 前野知常

12thアルバム『LINDBERG XII』収録曲。